# Леопольд Ґеґенбауер
Леопольд Бернхард Ґеґенбауер (нім. Leopold Bernhard Gegenbauer, нар. 2 лютого 1849, Асперхофен, Австрійська імперія — † 3 червня 1903, Гісхюбль, Австро-Угорщина) — австрійський математик, відомий своїми працями з алгебри, теорії чисел, інтегрального числення та теорії функцій. На його честь названі поліноми Ґеґенбауера, що узагальнюють поліноми Лежандра і Чебишева.

## Біографія
Леопольд Ґеґенбауер народився 2 лютого 1849 року в Асперхофені, в сім'ї хірурга Вікторіна Ґеґенбауера (Viktorin Gegenbauer) і Амалії Цайтцем (Amalie Zeitzem). З 1858 по 1866 рік вчився в католицькій гімназії Piarist Gymnasium в Кремсі.
В 1866 році Леопольд Ґеґенбауер поступив до Віденського університету, який закінчив у 1869 році. Потім в 1869—1873 роках він викладав математику в різних австрійських гімназіях.
У 1873 році він отримав грант на продовження навчання і наукової роботи за кордоном і вирушив до Берлінського університету, де його вчителями були такі відомі математики як Карл Вейєрштрасс і Леопольд Кронекер. Він також відвідував лекції Ернста Куммера і Германа Гельмгольца. В 1875 році Ґеґенбауер здобув докторський ступінь з математики за роботу, де досліджувались поліноми, названі потім поліномами Ґеґенбауера.
В 1875 році Леопольд Ґеґенбауер повернувся до Відня, але незабаром отримав пропозицію стати професором у щойно відкритому Чернівецькому університеті, який тоді називався Університетом Франца-Йосифа (нім. Franz-Josephs-Universität) — в той час Чернівці (Czernowitz) належали до Австро-Угорщини. Він прийняв це запрошення і пропрацював у Чернівцях три роки. Там же він одружився з Хелен Шулер фон Ліблой (Helene Schuler von Libloy, 1861—1924), дочкою університетського професора німецького права Фрідріха Шулера фон Ліблой.
В 1878 році Леопольд Ґеґенбауер прийняв пропозицію стати професором математики в Інсбруцькому університеті, де на той час працював інший відомий австрійський математик Отто Штольц. В 1881 році Ґеґенбауер отримав посаду повного професора в Інсбруці, а в 1883 році його обрали членом-кореспондентом Австрійської академії наук.
В 1893 році Леопольд Ґеґенбауер став професором математики в Віденському університеті, зайнявши вакансію, яка виникла після смерті його колишнього вчителя Йозефа Пецваля. В 1897—1898 роках він був деканом університету. В жовтні 1900 року його обрали членом Німецької академії природодослідників «Леопольдина». Ґеґенбауер продовжував працювати у Віденському університеті до своєї смерті в 1903 році, хоча через хворобу він припинив викладацьку діяльність з 1901 року.

## Наукова діяльність
Поліноми Ґеґенбауера {\displaystyle C_{n}^{(\alpha )}(z)}, дослідженні Леопольдом Ґеґенбауером в дисертації 1875 року, визначаються через твірну функцію
{\displaystyle {\frac {1}{(1-2zt+t^{2})^{\alpha }}}=\sum _{n=0}^{\infty }C_{n}^{(\alpha )}(z)t^{n},}
і належать до категорії ортогональних поліномів.
Їх можна також явно записати у вигляді
{\displaystyle C_{n}^{(\alpha )}(z)=\sum _{k=0}^{\lfloor n/2\rfloor }(-1)^{k}{\frac {\Gamma (n-k+\alpha )}{\Gamma (\alpha )k!(n-2k)!}}(2z)^{n-2k},}
де {\displaystyle \Gamma (s)} — гамма-функція, а через {\displaystyle \lfloor n/2\rfloor } позначено цілу частину числа {\displaystyle n/2}.
Вони мають важливе застосування у математиці оскільки входять у вираз для власних функцій кутової частини багатовимірного оператора Лапласа.